# Stephanie Storp
Stephanie Storp (Brunswick, Baja Sajonia, Alemania, 28 de noviembre de 1968) es una atleta alemana, especializada en la prueba de lanzamiento de peso en la que llegó a ser medallista de bronce mundial en 1997.

## Carrera deportiva
En el Mundial de Atenas 1997 ganó la medalla de bronce en el lanzamiento de peso, con una marca de 19.22 metros, siendo superada por su compatriota la también alemana Astrid Kumbernuss (oro con 20.71 metros) y la ucraniana Vita Pavlysh (plata con 20.66 metros).